# Felice Giordano
Felice Giordano (Turín, 6 de enero de 1825 - Vallombrosa, 16 de julio de 1892) fue un ingeniero, geólogo y montañero italiano.

## Biografía
En 1847 se graduó en ingeniería hidráulica y arquitectura y luego, como oficial del Real Cuerpo de Minas (Regio Corpo delle Miniere), fue enviado junto a Quintino Sella a la Escuela Superior de Minas de París donde especializó sus estudios adquiriendo mayores conocimientos en geominería, metalurgia y sus posibles aplicaciones industriales.
Durante el II Congreso Internacional de Geología en Bolonia en 1881, ocasión en la que se reunió la mayor parte de los especialistas en disciplinas geológicas, surgió la idea de crear la Sociedad Geológica Italiana. Entre los promotores se encontraban Giovanni Capellini (primer presidente), Giuseppe Meneghini, Quintino Sella, Dante Pantanelli, Torquato Taramelli y Giordano, entre otros.
Formó parte del Comité Geológico Real del Ministerio de Agricultura, Industria y Comercio, junto a Igino Cocchi y Giuseppe Meneghini, cuya tarea era realizar el mapa geológico del Reino de Italia.
Entre sus obras de ingeniería hidráulica se puede citar la presa de Corongiu, en el territorio del Sinaí, para el suministro de agua de la ciudad de Cagliari, creando así el primer lago artificial de Italia. La presa, primera de su tipo en Cerdeña, fue inaugurada en 1867.
Fue el primero en efectuar la ascensión del Mont Blanc desde la vertiente italiana, por la parte más abrupta, el 6 de agosto de 1864; el primer ascenso lo habían realizado Jacques Balmat y Michel Gabriel Paccard en 1786 desde Chamonix, en el lado francés.

## Honores

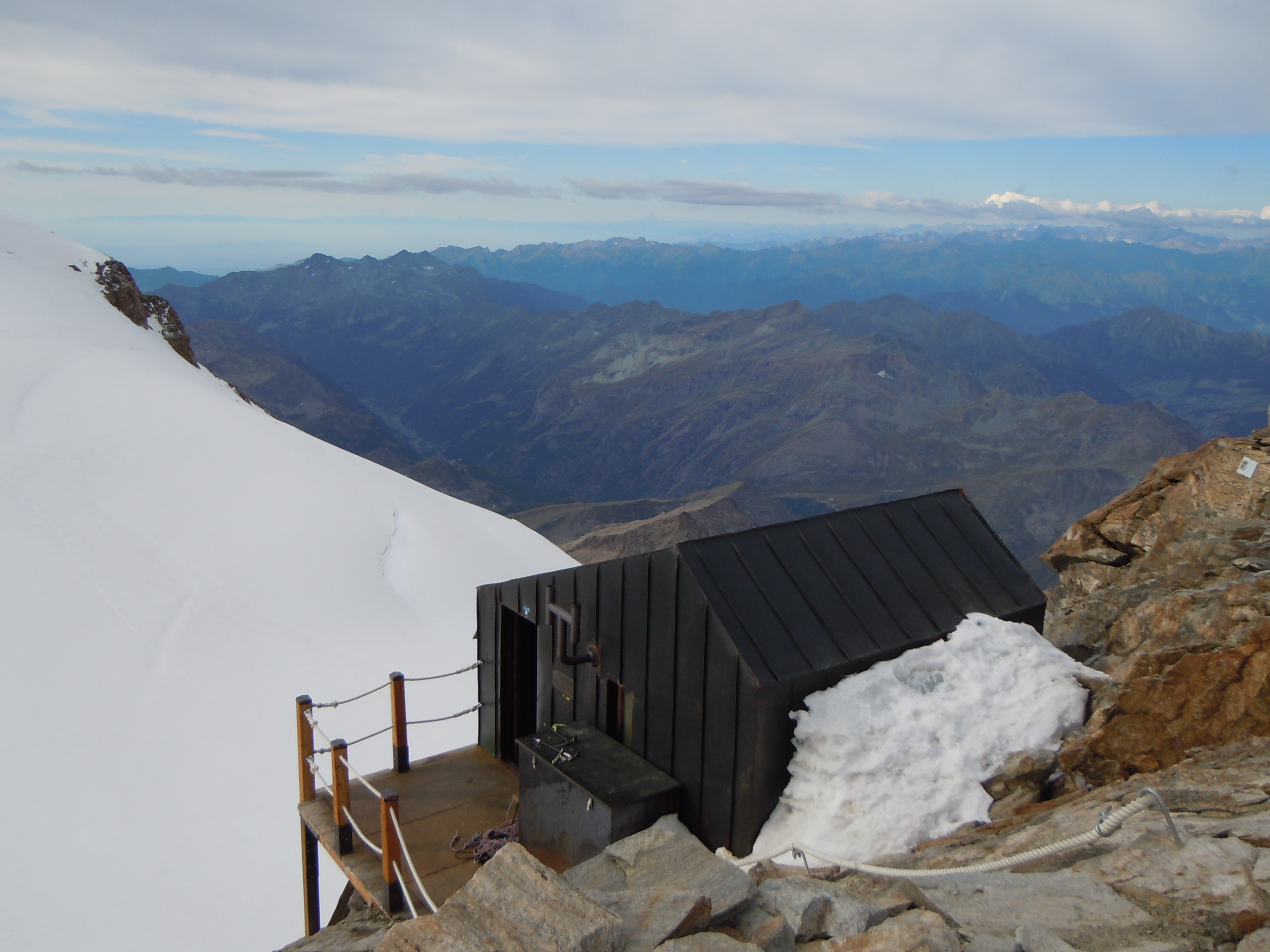
El vivac Giordano, al pie del Cristo delle Vette, en el macizo del Monte Rosa

Fue galardonado con varios honores, incluido el de Gran Oficial de la Orden de la Corona de Italia y Caballero de la Orden de los Santos Mauricio y Lázaro y, en Francia, Oficial de la Legión de Honor y Oficial de Instrucción Pública.
En la cumbre Balmenhorn (4167 m) del macizo del Monte Rosa, en la parte oriental de los Alpes peninos, se encuentra el vivac «Felice Giordano», dedicado a él.

## Publicaciones

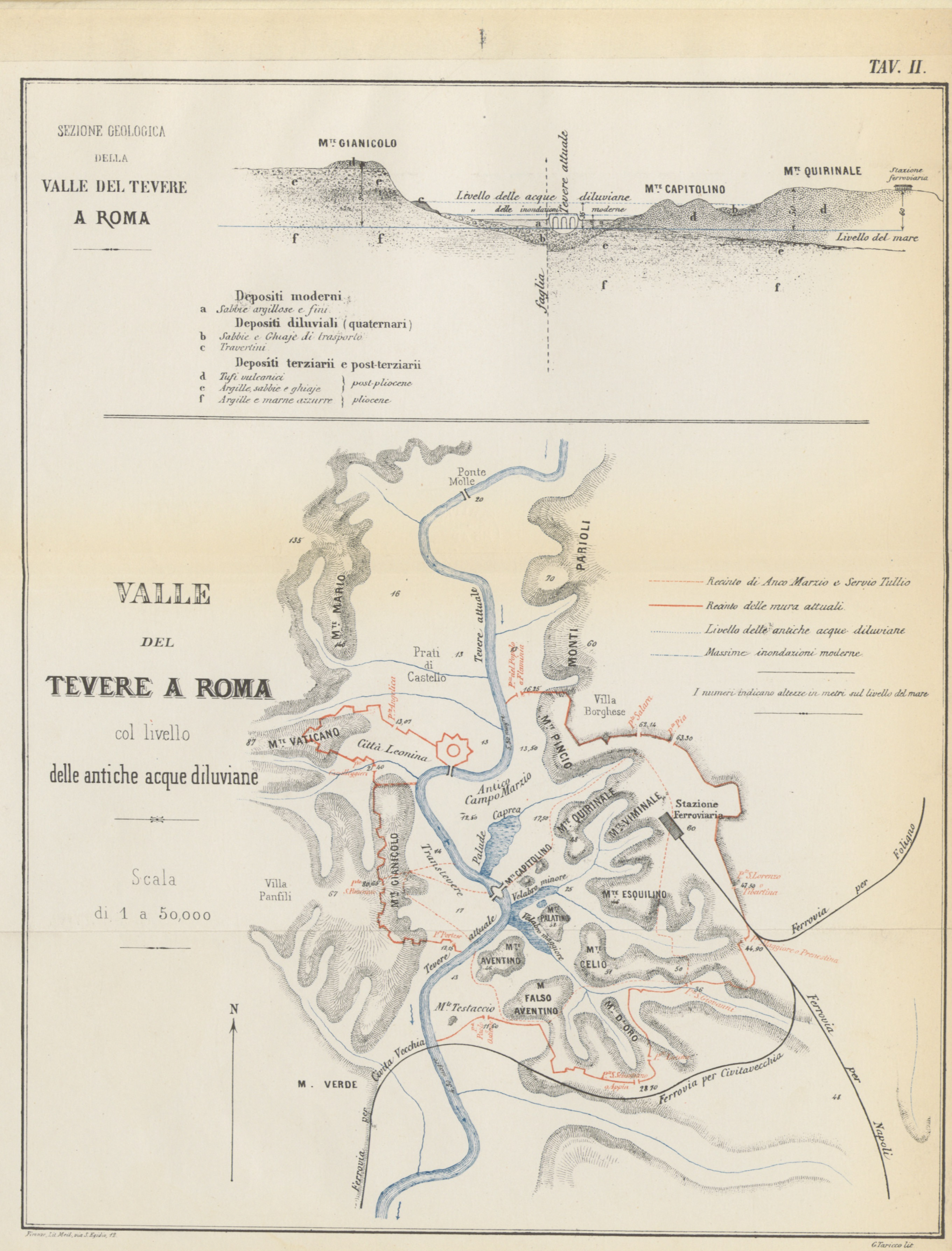
Mapa incorporado en Cenni sulle condizioni fisico-economiche di Roma e suo territorio

Fue autor de numerosas publicaciones relacionadas con la hidráulica, la geología y el montañismo; entre sus principales trabajos se encuentran el que hizo en 1864, como miembro de una comisión creada para el estudio de la industria del hierro en Italia; un estudio sobre las condiciones físicas y económicas de Roma y su territorio en 1871; el examen geológico del San Gotardo; estudios acerca de las industrias del azufre y el mármol; un informe sobre geología en la Exposición Universal de París (1878); y escritos sobre sus ascensiones al Cervino y al Monbianco.  
Algunas de sus publicaciones:
- Industria del ferro in Italia relazione dell' ingegnere Felice Giordano per la Commissione delle ferriere instituita, dal Ministero di marina (Industria del hierro en Italia. Informe del ingeniero Felice Giordano para la comisión de las fundiciones establecidas por el Ministerio de Marina). Torino, Tipografia Cotta e Capellino, 1864. OCLC 680517862
- Ascensione del Monbianco: partendo dal versante italiano ed escursione nelle Alpi pennine (Ascensión del Monbianco: partiendo del lado italiano y excursión a los Alpes peninos). Milán: Tip. Bernardoni, 1864. OCLC 864029292
- Escursioni 1866-1868 e ascensione al Gran Cervino nel settembre 1868 (Excursiones 1866-1868 y ascenso al gran Cervino en septiembre de 1868). Torino, 1869. OCLC 604288365
- Cenni sulle condizioni fisico-economiche di Roma e suo territorio (Notas sobre las condiciones físico-económicas de Roma y su territorio). Florencia: G. Civelli, 1871. OCLC 237228141
- Esame geologico della Catena Alpina del San Gottardo, che deve essere attraversata dalla grande galleria della ferrovia Italo-Elvetica (Examen geológico del macizo de San Gotardo, que debe ser atravesado por el gran túnel del ferrocarril ítalo helvético). Florencia: 1873. OCLC 868477254
- Condizioni topografiche e fisiche di Roma e campagna romana: cenni dell'Ing. F. Giordano (Condiciones topográficas y físicas de Roma y el campo romano: notas del Ing. F. Giordano). Roma: Tip. Elzeviriana, 1878. OCLC 876563231
- Esposizione universale del 1878 in Parigi: relazione dei giurati italiani. Classi XVI e XLIII, Geologia (Exposición universal de 1878 en París: informe de los jurados italianos. Clases XVI y XLIII, Geología). Roma: Tip. E. Botta, 1879. OCLC 31843634